# Panhard EBR
Panhard EBR (Engin blindé de reconnaissance) – francuski samochód pancerny opracowany w 1950 roku we francuskiej wytwórni Societe de Constructions Mecaniques Panhard et Levassor

## Historia
Po zakończeniu II wojny światowej armia francuska zgłosiła pilne zapotrzebowania na ciężki samochód rozpoznawczy. Jedną z ofert zgłosiła francuska wytwórnia Panhard z Paryża i oznaczona jako Pannhard EBR (8x8). 
Konstrukcja pierwszego modelu bazowała na transporterze AMR 201 i została ukończona w 1946 roku. W 1948 roku opracowano dwa prototypy, które po badaniach i udoskonaleniach zyskały uznanie dowództwa armii francuskiej.
W 1950 roku rozpoczęto produkcję seryjną samochodu rozpoznawczego Panhard EBR. 
Produkowano go w następujących wersjach:
- z wieżą typu FL 11 wyposażoną w działo SA 49 kal. 75 mm oraz 3 karabinami maszynowymi kal. 7,5 mm (produkowany od 1950 roku)
- z wieżą FL 10 wyposażoną w działo SA 50 kal. 75 mm oraz 3 karabiny maszynowe kal. 7,5 mm (produkowany od 1954 roku)
- bez wieży jako transporter opancerzony z 3 karabinami maszynowymi kal. 7,5 mm oraz przedziałem dla 12 żołnierzy (produkowany w 1956 roku dla Portugalii)
- z wieżą FL 11 z działem Mle F 2 kal. 90 mm oraz 3 karabinami maszynowymi kal. 7,5 mm (produkowany od 1963 roku).

Wersja samochodu rozpoznawczego Panhard EBR FL 11 jest pojazdem nie pływającym. Jego uzbrojenie stanowi działo Mle F 2 kal. 90 mm ze sprzężonym z nią karabinem maszynowym 7,5 mm, stały karabin maszynowy umieszczony w przedziale kierowcy kal. 7,5 mm i karabinem maszynowym kal. 7,5 mm na wieży. Na wieży znajdują się cztery wyrzutnie granatów dymnych (2 x 2). Kadłub wozu wykonany jest z płyt stalowych. Pojazd wyposażony jest w cztery osie, podczas jazdy po drogach koła środkowe są podniesione, zaś po bezdrożach – opuszczone. 
W 1956 roku na bazie pojazdu wyprodukowano dla Portugalii transporter opancerzony oznaczony jako Panhard EBR VTT. Był to pojazd o masie 13 ton, który przewozi 12 żołnierzy. Jego uzbrojenie stanowiły 3 karabiny maszynowe kal. 7,5 mm. Wyprodukowano 28 takich pojazdów.

## Użycie
Samochód rozpoznawczy Panhard EBR od 1951 roku był wprowadzany sukcesywnie do armii francuskiej, stanowiąc wyposażenie jednostek rozpoznawczych. Używany był między innymi w wojnie algierskiej. 
Od 1979 roku zaczęto go zastępować wozem rozpoznawczym AMX-10RC.